# Ferradal (El Barco de Valdeorras)
Ferradal es un lugar situado en la parroquia de Xagoaza, del municipio de El Barco de Valdeorras, en la provincia de Orense, Galicia, España.